# José Rada
Jusepe o José (de) Rada (¿Teruel?, ¿? - Madrid, 1637) fue un compositor y maestro de capilla español.

## Vida
Se le supone originario de Teruel, pero se desconocen otros datos sobre su origen o formación musical.
Las primeras noticias que se tienen de él son de su magisterio en la Catedral de Teruel, cargo para el que fue nombrado el 14 de junio de 1633. Entre sus obligaciones estaba por primera vez para los maestros de Teruel la instrucción diaria de los infantes. Otra de sus obligaciones, la composición de piezas para las fiestas religiosas de importancia, viene documentada por la liberación de la obligación del maestro de dirigir el coro los días antes de la Navidad en 1633 para darle tiempo a componer las piezas necesarias. El obispo de Tarazona, Baltasar Navarro Arroytia, dio las dimisorias para la ordenación de José Rada el 26 de agosto de 1633.
Tres años más tarde aparece el maestro Rada en la documentación de las oposiciones al magisterio de la Catedral de Zaragoza. El 14 de noviembre de 1636 se realizaron los exámenes, en los que participaron, además de Rada, Miguel de Aguilar, maestro de la Catedral de Huesca; Pedro Ximénez de Luna, maestro de la Catedral de Santo Domingo de la Calzada; Juan Francisco Balán, maestro de la Colegiata de Santa María de Calatayud; y Sebastián Romero, maestro de la Catedral de Tarazona.

Que a los opositores al magisterio, de los 5, a los cuatro (que es fuerza queden sin él), se les dé de ayuda de costa de sus viajes cada veinticinco escudos.
Llamaron a los opositores que entrasen a informar de su justicia. Entró el primero Miguel de Aguilar, Maestro de Huesca; entró en segundo lugar Pedro Ximénez de Luna, Maestro de Santo Domingo de la Calzada. Entró después Juan Francisco Balán, Maestro de Santa María de Calatayud; en cuarto lugar entró José Rada, Maestro de Teruel; el último entró Sebastián Romero, Maestro de Capilla de Tarazona. Hizo cada uno de por sí relación de sus estudios y progresos en ellos.
Llamáronse los examinadores cada uno de por sí y entró el Maestro del Pilar, el cual dijo que traía por escrito el juicio que había hecho con los demás examinadores, y así pareció que entrasen todos juntos, pues habían confabulado el parecer con todos; leyeron los examinadores su parecer graduando los opositores y pasóse a proveer por habas como es costumbre.
Quedó electo el Maestro Sebastián Romeo, maestro de Tarazona; entró y díjole cómo quedaba electo. Representósele su obligación. Juró los Estatutos y lo que a su oficio toca como es costumbre.
Actas del cabildo de la Catedral de Zaragoza, 26 de noviembre de 1636

A pesar de que Rada fue bien valorado y quedó segundo en casi todos los ejercicios, el cargo fue para Sebastián Romero. El cabildo turolense también mostró su apreciación por el maestro al concederle la perpetuación en las distribuciones, aunque con el caveat de que se le retiraría si se ausentaba más de dos meses de su cargo:

También se resolvió perpetuar en las distribuciones a José Rada, Maestro de Capilla conforme se ha acostumbrado hacer a los otros, de mucha habilidad y con la ausencia de dos meses se le quite.

Tras la partida del maestro Vicente García el 6 de abril de 1634 al Monasterio de la Encarnación de Madrid, el magisterio de la Catedral de Cuenca quedó vacante. El cabildo conquense tuvo dificultades para ocupar el cargo, por lo que se evitó convocar oposiciones y se ofreció el cargo directamente a algunos maestros que parecieron adecuados. El primero fue Luis Bernardo Jalón, maestro de capilla de la Catedral de Burgos, que aceptó, pero renunció poco antes de tomar posesión. El segundo fue Juan Bautista Comes, maestro de la metropolitana de Valencia, que también rechazó el ofrecimiento. Finalmente se ofreció a Alonso Fernández, en ese momento maestro de la Magistral de Alcalá de Henares, que aceptó. El 12 de abril de 1635 el cabildo turolense dio permiso a José Rada para presentarse a las oposiciones para el cargo en Cuenca. Se desconoce lo que ocurrió en Cuenca, pero evidentemente Rada no consiguió el cargo.
En septiembre de 1635 Rada fue expulsado del cargo por «haberse ido a Rubielos el día de la Cruz sin licencia» :

Habiéndose ido el corneta y el maestro de capilla a Rubielos el día de la Cruz y el maestro se fue sin licencia se resolvió que se despidiese al maestro de capilla atendidas sus descomposiciones y desaires con capitulares y por haberse ido sin licencia y haber faltado en algunos días, en día de renovación y día de la Cruz. El sr. deán le dijo la resolución que se había hecho a dicho maestro de capilla Joseph Rada.
Actas capitulares de la Catedral de Teruel, 18 de septiembre de 1635

Pero se le volvió a admitir el 26 de octubre «por cuanto le ven corregido de sus faltas». En abril de 1636 se decidió darle licencia para no participar en el coro quince días antes del Corpus y de Navidad para darle tiempo a componer la música necesaria. En septiembre de ese año se decidió perpetuar la distribución del maestro de nuevo.
Entre tanto, en Cuenca, Alonso Fernández no llegó a realizar mucha labor en la Catedral. Al poco de llegar cayó enfermo y el cabildo le entregó una ayuda de 300 ducados. En agosto de 1636 se le entregaron otros 500 reales y 18 fanegas de trigo, viendo que la salud del maestro había empeorado. Siete meses después de haber ocupado el cargo, Alonso Fernández fallecía el 16 de octubre de 1636. El cabildo conquense pidió a Jalón que compusiese las obras necesarias para las celebraciones mientras se convocaban oposiciones para cubrir la vacante. El examen se realizó en Madrid, bajo la dirección de Carlos Patiño, maestro de la Capilla Real, y Rada se enfrentó a los maestros de las catedrales de Jaén y Guadix. Patiño se decidió por Rada, «es mozo pero que tiene muy buenas cualidades y que puede tener la plaza por 300 ducados y el trigo». Sin embargo, Rada no pudo llegar a tomar posesión del cargo, ya que falleció por enfermedad en Madrid a las pocas semanas. No sería hasta 1638 que la vacante en Cuenca fue ocupada por Manuel Tavares.

## Obra
No se conservan en la Catedral de Teruel ninguna de las composiciones realizadas por Rada.